# Magda Donato
Magda Donato, pseudonimo di Carmen Eva Nelken Mansberger (Madrid, 6 febbraio 1898 – Città del Messico, 3 novembre 1966), è stata una giornalista, drammaturga e attrice spagnola, esiliata in Messico dopo la Guerra civile spagnola.

## Biografia
Carmen Eva Nelken Mansberger nacque il 6 febbraio 1898 a Madrid da una famiglia di commercianti di origine ebraico-tedesca. Il padre era un gioielliere spagnolo, e la madre, nata in Francia, era figlia di un orologiaio trasferitosi nel 1889 a lavorare a Madrid come orologiaio di palazzo. La sua ricca famiglia le fornì un'accurata istruzione superiore, poco comune per le donne dell'epoca.
Nel 1917, all'età di 19 anni, iniziò a scrivere nella sezione dedicata alle donne del giornale El Imparcial, il quotidiano della famiglia Gasset. Tra gennaio 1917 e giugno 1918, questi primi articoli furono dedicati alla moda, ma successivamente affrontarono tematiche di più ampio interesse femminile. Nel 1920 iniziò la sua collaborazione con España, una delle riviste culturali di maggiore prestigio del momento, in cui pubblicò i suoi articoli sul femminismo, e più tardi in altri giornali madrileni e riviste culturali come Estampa, El Liberal, La Tribuna, Heraldo de Madrid, Informaciones, Blanco y Negro. Firmò i suoi articoli come Magda Donato, per differenziarsi dalla sorella maggiore, la nota intellettuale femminista, scrittrice e politica Margarita Nelken.
Magda Donato iniziò la sua carriera di attrice teatrale sul finire degli anni venti, con il regista, scenografo e drammaturgo Cipriano Rivas Cherif, promotore del teatro madrileno di quegli anni. Nel 1928 entrò a far parte del gruppo teatrale Caracol, che fra le altre piéces mise in scena l'Orfeo di Jean Cocteau con le scenografie di Salvador Bartolozzi.
Negli anni trenta intraprese l'attività di scrittura di testi teatrali per ragazzi, di cui è esempio l'opera Pipo y Pipa y el lobo tragalotodo. Le storie proposte, recuperate dalla tradizione, avevano l'intento di offrire una nuova visione dell'infanzia, su influsso dei principi di riforma pedagogica e sociale promossi nella Seconda Repubblica dall'Institución Libre de Enseñanza e dal krausismo.
Magda Donato mise in discussione lo stereotipo femminile della Spagna dei primi decenni del secolo, centrato sul ruolo domestico. Fu progressista e femminista, sottopose a critica il ruolo riservato alle donne nella società e nel lavoro, sostenendone i diritti. La sua relazione sentimentale con l'illustratore Salvador Bartolozzi (1882-1950), grande conoscitore degli ambienti avanguardisti parigini, molto più vecchio di lei e padre di tre figli, costituì un esempio del suo rifiuto del modello di moglie e del matrimonio borghese, da lei ritenuto immorale.
Prese parte all'Unión Mujeres de España, un'organizzazione diretta da María de la O Lejárraga, di orientamento socialista, mentre fu critica nei confronti del femminismo sostenuto dall'Asociación Nacional de Mujeres Españolas, guidata da María Espinosa dei Monteros, moderata e di ispirazione cattolica. Nel 1929 partecipò al Congresso di Berlino dell'Alianza Internacional para el Sufragio de la Mujer (IWSA).
Nel 1939, a seguito della guerra civile spagnola, fu costretta all'esilio e riparò in Francia. Nel novembre 1941 giunse in Messico, dove intraprese la sua carriera di attrice nel gruppo Les comediéns di France. Con il suo compagno Salvador Bartolozzi scrisse opere di teatro per i ragazzi, come Pinocho en el país de los cuentos o Las aventuras de Cucuruchito y Pinocho, pubblicate in Messico durante gli anni quaranta.  Alcuni dei suoi film più conosciuti sono stati La liga de las muchachas (1949), Curvas peligrosas (1950), El amor no es negocio (1949) e Caperucita y Pulgarcito contra los monstruos (1960). Il suo lavoro come attrice venne riconosciuto nel 1960 con il premio alla migliore attrice conferitole dall'Agrupación de Críticos de Teatro.
Dopo la sua morte a Città di Messico il 3 novembre 1966, venne istituito il Premio Magda Donato per riconoscere e premiare la migliore opera dell'anno, gestito dall'Associazione Nazionale di Direttori e Attori, fino alla sua scomparsa nel 1973.

## Opere
- La carabina (1924)
- ¡Maldita sea mi cara! (1929)
- Las otras dos  (1931)
- La protegida de las flores
- Pipo y Pipa y el lobo tragalotodo (1936)
- El Niño de mazapán y la mariposa de cristal. Cuento para niños (1944)
- La Estrella fantástica, iIlustraciones de Jesús Ortiz Tajonar (1944)
- Pinocho en el país de los cuentos (1944)

### Postume
- Como vive la mujer en Espana, introduzione di Margherita Bernard, Sevilla, ArCiBel, 2009
- Reportajes, introduzione di Margherita Bernard, Sevilla, Renacimiento, 2009.